# Ilhan Kyuchyuk
Ilhan Kyuchuk, né le 16 septembre 1985 à Sevlievo, est un homme politique bulgare, issu de la minorité turque et membre du Mouvement des droits et des libertés.

## Biographie
Il est élu député européen le 25 mai 2014 et réélu en 2019 et en 2024.
Il est vice-président du Parti de l'Alliance des libéraux et des démocrates pour l'Europe.
Au début de l'année 2021, comme d'autres députés européens, il est l'objet de sanctions de la part de la Chine (interdiction d'y entrer ou d'y faire des affaires), en raison de son soutien à la minorité persécutée des Ouïghours.